# (289587) Chantdugros
(289587) Chantdugros est un astéroïde de la ceinture principale.

## Description
(289587) Chantdugros est un astéroïde de la ceinture principale. Il fut découvert le 30 mars 2005 à Vicques par Michel Ory. Il présente une orbite caractérisée par un demi-grand axe de 2,29 UA, une excentricité de 0,18 et une inclinaison de 3,1° par rapport à l'écliptique.

## Compléments